# Stein Jorgensen
Stein Arne Jorgensen (San Diego, 12 de julio de 1962) es un deportista estadounidense que compitió en piragüismo en la modalidad de aguas tranquilas. Ganó una medalla en el Campeonato Mundial de Piragüismo de 1995, y cuatro medallas en los Juegos Panamericanos entre los años 1995 y 1999.

## Palmarés internacional
| Campeonato Mundial   | Campeonato Mundial        | Campeonato Mundial | Campeonato Mundial |
| Año                  | Lugar                     | Medalla            | Competición        |
| -------------------- | ------------------------- | ------------------ | ------------------ |
| 1995                 | Duisburgo (Alemania)      | Medalla de oro     | K2 200 m           |
| Juegos Panamericanos |                           |                    |                    |
| Año                  | Lugar                     | Medalla            | Competición        |
| 1995                 | Mar del Plata (Argentina) | Medalla de oro     | K2 500 m           |
| 1995                 | Mar del Plata (Argentina) | Medalla de plata   | K4 1000 m          |
| 1999                 | Winnipeg (Canadá)         | Medalla de oro     | K2 500 m           |
| 1999                 | Winnipeg (Canadá)         | Medalla de oro     | K4 1000 m          |